# Svîdoveț, Bobrovîțea
Svîdoveț (în ucraineană Свидовець) este localitatea de reședință a comunei Svîdoveț din raionul Bobrovîțea, regiunea Cernihiv, Ucraina.

## Demografie
Componența lingvistică a localității Svîdoveț
     Ucraineană (97,81%)
     Rusă (2,19%)
Conform recensământului din 2001, majoritatea populației localității Svîdoveț era vorbitoare de ucraineană (97,81%), existând în minoritate și vorbitori de rusă (2,19%).